# Gagaoua
Gagaoua (auch: Gagaoua I, Gagawa, Gagawa I) ist ein Dorf in der Landgemeinde Gangara in der Region Zinder in Niger.

## Geographie
Das von einem traditionellen Ortsvorsteher (chef traditionnel) geleitete Dorf liegt in der Landschaft Damergou. Es befindet sich rund 17 Kilometer nordöstlich des Hauptorts Gangara der gleichnamigen Landgemeinde, die zum Departement Tanout in der Region Zinder gehört. Zu weiteren Siedlungen in der Umgebung von Gagaoua zählen Guidjigaoua im Nordosten, Kouyéwa im Südosten und Gouagourzo im Westen.
Gagaoua ist Teil der Übergangszone zwischen Sahara und Sahel. Die durchschnittliche jährliche Niederschlagsmenge beträgt hier zwischen 200 und 300 mm. Der Talweg des Trockentals von Gagaoua weist eine Länge von 2,5 km auf. Sein Einzugsgebiet ist 19,2 km² groß.

## Geschichte
Die 175 Kilometer lange Piste zwischen den Orten Tanout und Tessaoua, die durch Gagaoua führte, galt in den 1920er Jahren als einer der Hauptverkehrswege in der damaligen französischen Kolonie Niger. Sie war in der Trockenzeit mit Automobilen befahrbar.
Bei einem nach der Ernährungskrise von 2005 von der dänischen Sektion von CARE International von 2006 bis 2009 durchgeführten Projekt zur Vorbeugung und Bewältigung von Ernährungskrisen wurde in Gagaoua wie in 50 weiteren Orten in Niger ein gemeinschaftliches Frühwarn- und Notfallsystem aufgebaut.

## Bevölkerung
Bei der Volkszählung 2012 hatte Gagaoua 3223 Einwohner, die in 567 Haushalten lebten. Bei der Volkszählung 2001 betrug die Einwohnerzahl 3277 in 529 Haushalten und bei der Volkszählung 1988 belief sich die Einwohnerzahl auf 187 in 30 Haushalten.
In der Siedlung leben Angehörige der Ethnie der Beriberi. Es wird die Sprache Kanuri gesprochen. Die Bevölkerungsdichte in diesem Gebiet ist mit 10 bis 20 Einwohnern je Quadratkilometer relativ gering.

## Wirtschaft und Infrastruktur
Die Bevölkerung bestreitet ihren Lebensunterhalt hauptsächlich durch Ackerbau. Nachdem die Felder abgeerntet sind, halten sich transhumante Wodaabe-Viehzüchter mit ihren Herden in der Gegend auf. Die Siedlung liegt in einem Gebiet des Übergangs zwischen der Naturweidewirtschaft des Nordens und des Ackerbaus des Südens, was zu Landnutzungskonflikten führt. In Gagaoua wird ein Wochenmarkt abgehalten. Der Markttag ist Sonntag. Eine Getreidebank wurde in den 1980er Jahren etabliert.
Mit einem Centre de Santé Intégré (CSI) ist ein Gesundheitszentrum vorhanden. Es besteht seit dem Jahr 1950. Der CEG Gagaoua ist eine allgemein bildende Schule der Sekundarstufe des Typs Collège d’Enseignement Général (CEG). Es gibt ein Internat für Mädchen.
Die 14,25 Kilometer lange Route 739, eine einfache Landstraße, verbindet Gagaoua mit dem Nachbardorf Kouyéwa und der Nationalstraße 32.